# سیارک ۱۳۲۲
سیارک ۱۳۲۲ (به انگلیسی: 1322 Coppernicus، نامگذاری:1934LA) هزار و سیصد و بیست و دومین سیارک کشف شده‌است که در ۱۵ ژوئن ۱۹۳۴ و در هایدلبرگ کشف شد.
قدر مطلق سیارک برابر ۱۲٫۷۰ است.